# Krzeszowice
Krzeszowice là một thị trấn thuộc huyện Krakowski, tỉnh Małopolskie ở nam Ba Lan. Thị trấn có diện tích 18 km². Đến ngày 1 tháng 1 năm 2011, dân số của thị trấn là 10016 người và mật độ 590 người/km².